# Primo Victoria
Primo Victoria is het eerste studioalbum van de Zweedse heavymetal band Sabaton. Het vorige was een demoalbum.

## Musici
- Joakim Brodén – zang, toetsinstrumenten
- Rikard Sundén – gitaar, achtergrondzang
- Oskar Montelius – gitaar, achtergrondzang
- Pär Sundström – basgitaar
- Daniel Mullback – slagwerk

## Muziek
| Nr. | Titel            | Duur |
| --- | ---------------- | ---- |
| 1.  | Primo Victoria   | 4:10 |
| 2.  | Reign of Terror  | 3:51 |
| 3.  | Panzer Battalion | 5:09 |
| 4.  | Wolfpack         | 5:55 |
| 5.  | Counterstrike    | 3:48 |
| 6.  | Stalingrad       | 5:18 |
| 7.  | Into the Fire    | 3:25 |
| 8.  | Purple Heart     | 5:07 |
| 9.  | Metal Machine    | 4:22 |

| Nr. | Titel                              | Duur |
| --- | ---------------------------------- | ---- |
| 10. | The March to War                   | 1:21 |
| 11. | Shotgun                            | 3:14 |
| 12. | Into the Fire (Live in Falun 2008) | 4:08 |
| 13. | Rise of Evil (Live in Falun 2008)  | 8:03 |
| 14. | The Beast (Twisted Sister-cover)   | 3:11 |
| 15. | Dead Soldier's Waltz               | 1:21 |